# Les Couleurs du destin
Pour plus de détails, voir Fiche technique et Distribution.
Les Couleurs du destin (titre original : For Colored Girls) est un film dramatique américain, écrit, produit et réalisé par Tyler Perry, sorti en 2010.
Ce film est une adaptation au cinéma de la pièce de théâtre For Colored Girls Who Have Considered Suicide When the Rainbow Is Enuf de l'artiste de performance, dramaturge et poète afro-américaine Ntozake Shange. Le film met en scène plusieurs stars du cinéma dont Janet Jackson, Whoopi Goldberg, Phylicia Rashad, Thandie Newton, Loretta Devine, Anika Noni Rose, Kimberly Elise, et Kerry Washington. Il dépeint les vies interconnectées de neuf femmes, en explorant leur vie et la lutte que ces dernières mènent au quotidien en tant que femmes de couleur. À sa sortie, Les Couleurs du destin a reçu des critiques mitigées. Certaines d'entre elles ont trouvé que Tyler Perry n'a pas réussi à adapter correctement la pièce de théâtre au cinéma. D'autres, par contre plus favorables, jugent même qu'il s'agit là du film le plus réussi de toute sa carrière. Shange quant à elle avait émis ses réserves sur la possibilité pour le réalisateur à savoir convenablement adapter son œuvre au cinéma. Mais à la sortie du film, elle a donné un avis très favorable au film.

## Synopsis
Evoluant dans un univers poétique, Les Couleurs du destin présente les caractéristiques de la vie de neuf femmes afro-américaines, chacune étant représentée par une couleur : Jo / Rouge (Janet Jackson), Juanita / vert (Loretta Devine), Yasmine / Jaune (Anika Noni Rose), Tangie / Orange (Thandie Newton), Alice / Blanc (Whoopi Goldberg), Gilda / Gris (Phylicia Rashad), Crystal / Marron (Kimberly Elise), Nyla / Violet (Tessa Thompson), et Kelly / Bleu (Kerry Washington). Si leurs histoires semblent être différentes, les personnages interagissent dans la vie de chacune pour finalement tous se rencontrer à la fin du film et montrer ainsi le lien qui unit ces femmes (ou ces différentes couleurs) depuis l'ouverture (le début) de la scène (du film). En effet, chaque personnage traite d'un conflit personnel différent comme l'amour, l'abandon, le viol, l'infidélité, la spiritualité, l'avortement. Le scénario montre ainsi les difficultés que rencontre au quotidien la femme de couleur, quels que soient sa classe sociale, son âge, son éducation ou encore sa personnalité.

## Fiche technique
- Titre : Les Couleurs du destin

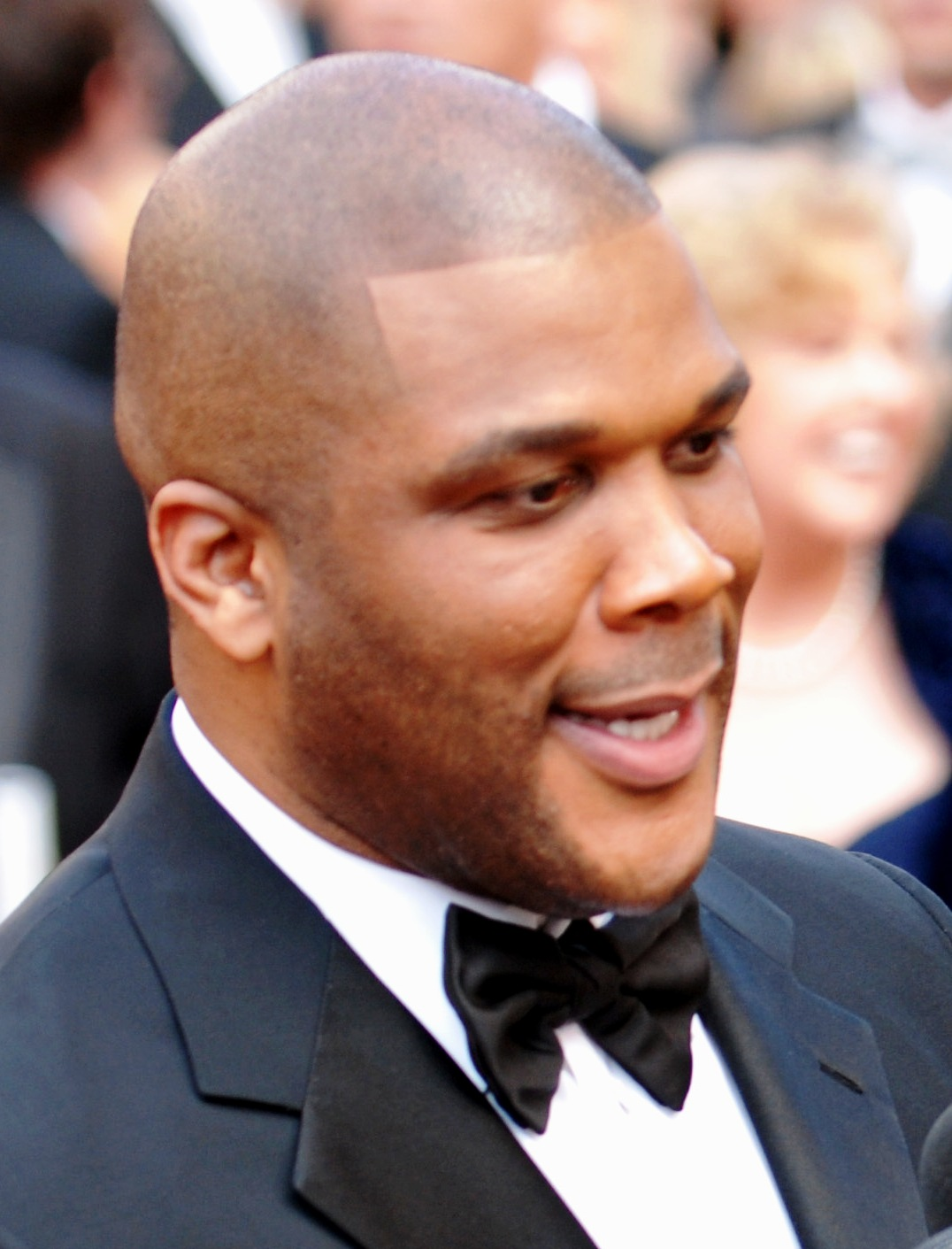
Tyler Perry, producteur, réalisateur et scénariste du film, lors des 82e Academy Awards en 2010.

- Titre original : For Colored Girls
- Réalisation : Tyler Perry
- Scénario : Tyler Perry
- Musique : Aaron Zigman
- Photographie : Alexander Gruszynski
- Montage : Maysie Hoy
- Décors : Lance Totten
- Production : Tyler Perry
- Sociétés de production : 34th Street Films
- Société de distribution : Lionsgate
- Budget : 21 millions de dollars
- Pays d'origine :  États-Unis
- Langue originale : anglais
- Genre : Drame
- Durée : 133 minutes
- Dates de sortie : 
  -  États-Unis : 5 novembre 2010
  -  France : 20 mars 2012 (directement en vidéo)

## Distribution
- Janet Jackson  (VF : Juliette Degenne) : Joanna Bradmore
- Thandie Newton  (VF : Magaly Berdy) : Tangie Adrose
- Whoopi Goldberg  (VF : Maïk Darah) : Alice Adrose
- Phylicia Rashad  (VF : Veronique Augereau) : Gilda
- Anika Noni Rose : Yasmine
- Loretta Devine  (VF : Brigitte Virtudes) : Juanita Sims
- Kimberly Elise (VF : Annie Milon) : Crystal Wallace
- Tessa Thompson  (VF : Karine Foviau) : Nyla Adrose
- Kerry Washington  (VF : Marjorie Frantz) : Kelly Watkins
- Macy Gray  (VF : Odile Schmitt) : Rose
- Michael Ealy (VF : Christophe Peyroux) : Beau Willie Brown
- Omari Hardwick  (VF : Bruno Dubernat) : Carl Bradmore
- Hill Harper (VF : Daniel Lobé) : Donald Watkins
- Khalil Kain : Bill
- Richard Lawson  (VF : Frantz Confiac) : Frank

Photos des acteurs principaux
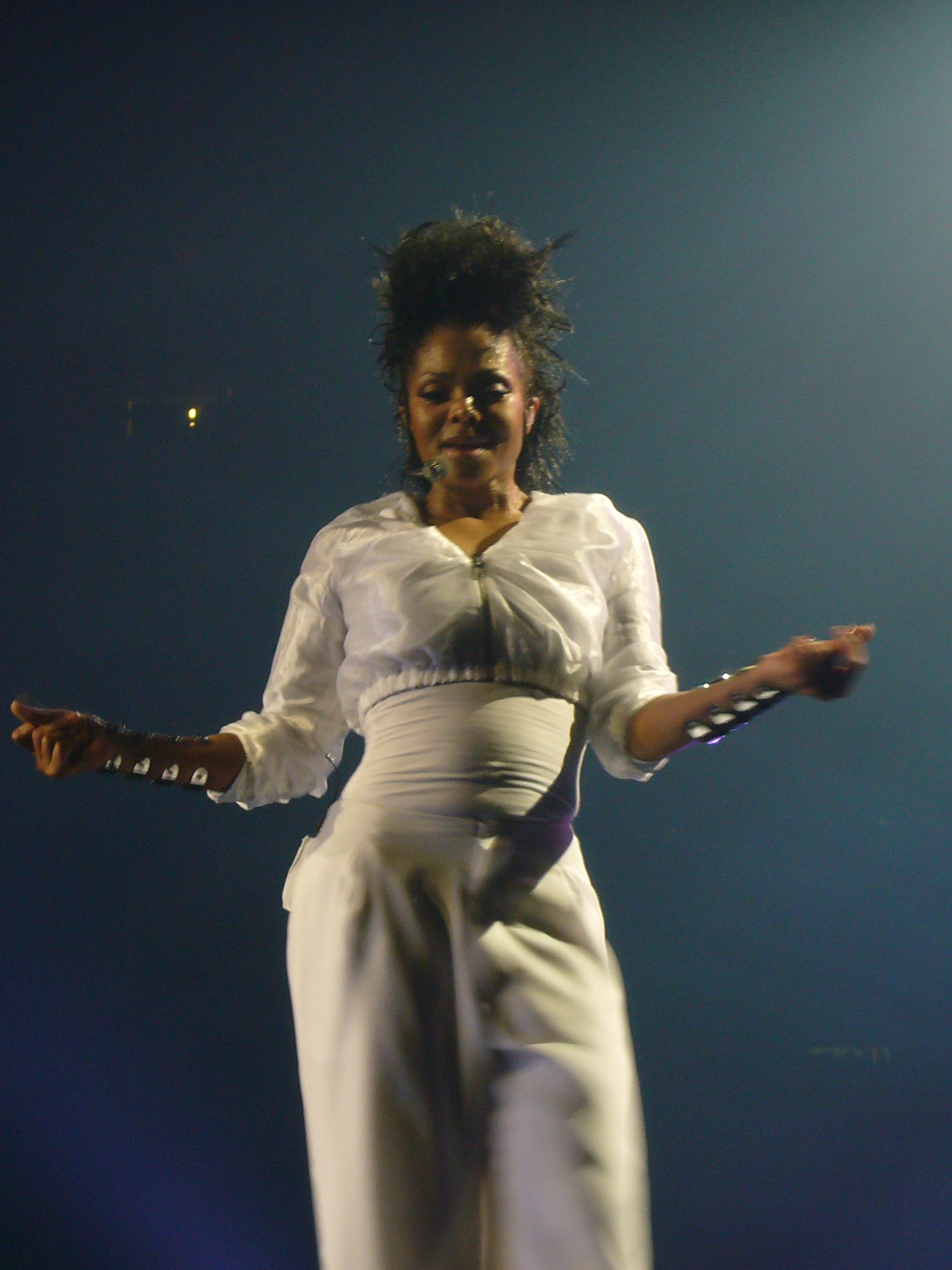
Janet Jackson joue Joanna Bradmore
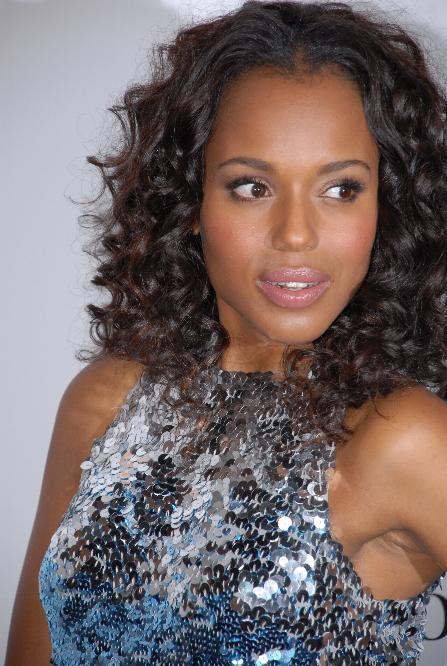
Kerry Washington joue Kelly Watkins
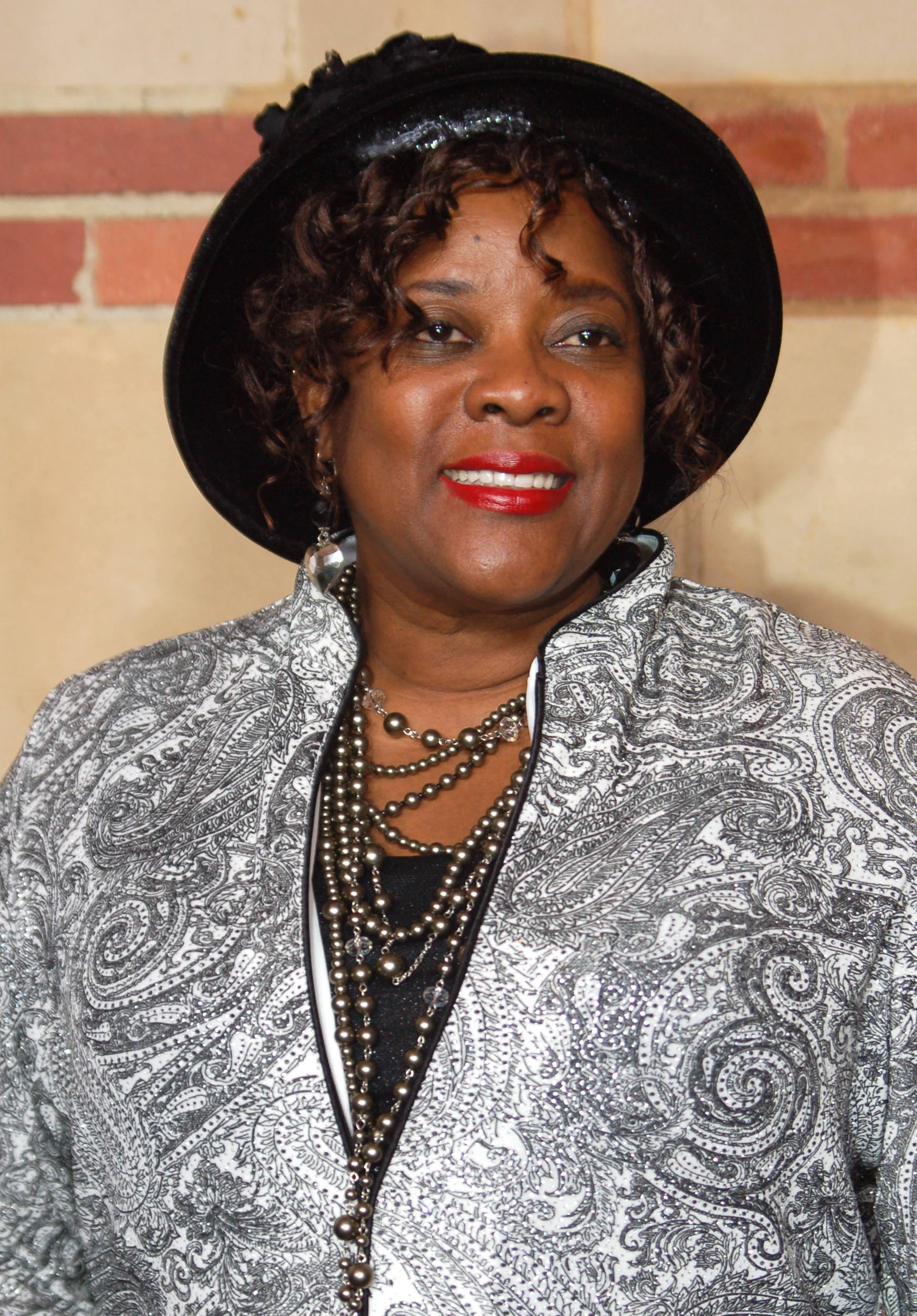
Loretta Devine joue Juanita Sims
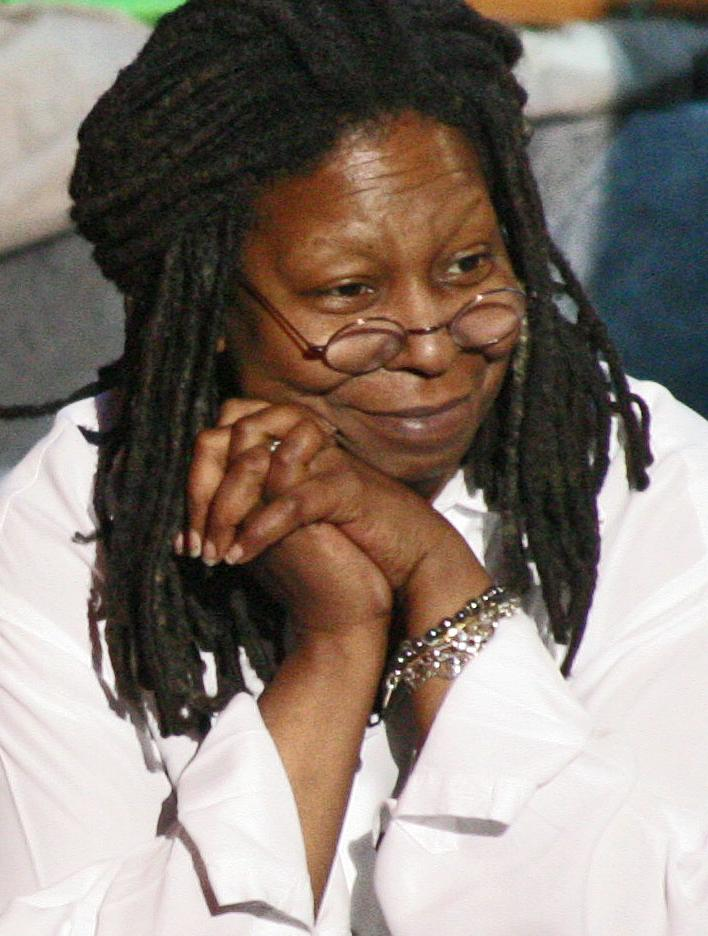
Whoopi Goldberg joue Alice Adrose
Thandie Newton joue Tangie Adrose
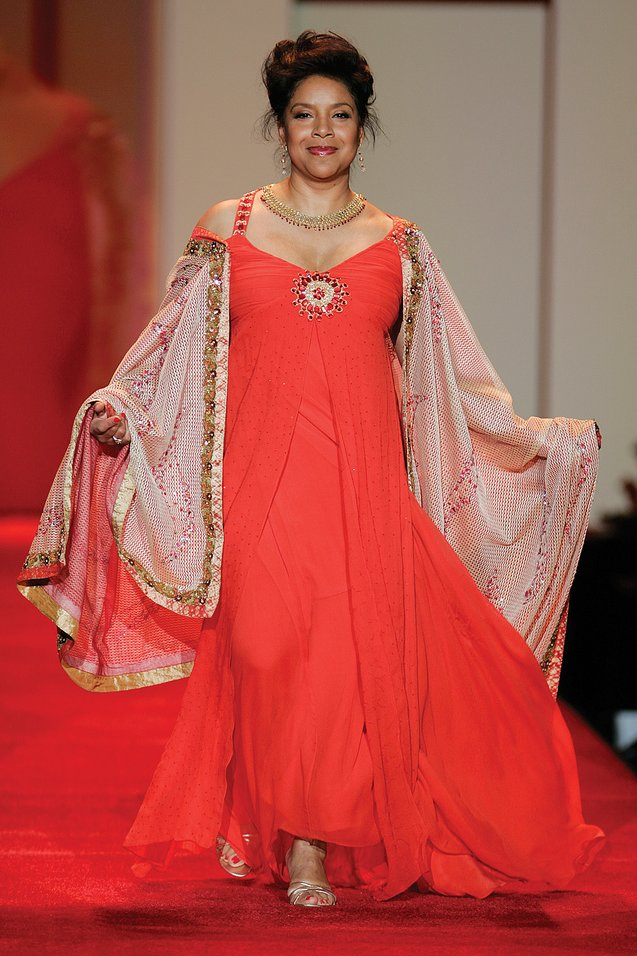
Phylicia Rashad joue Gilda
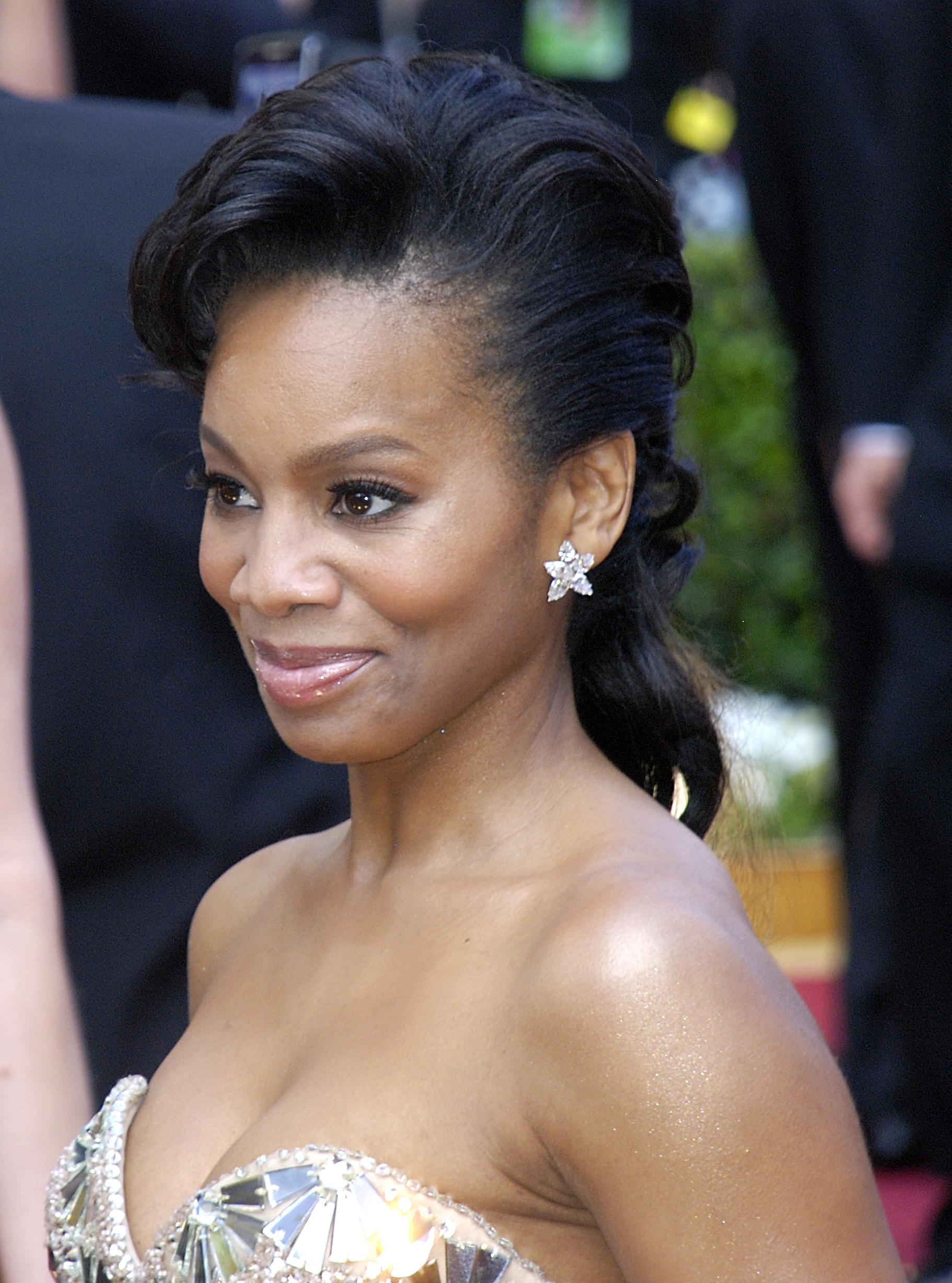
Anika Noni Rose joue Yasmine
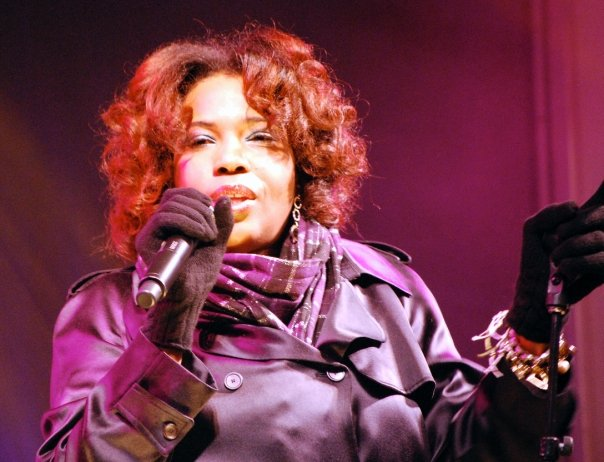
Macy Gray joue Rose
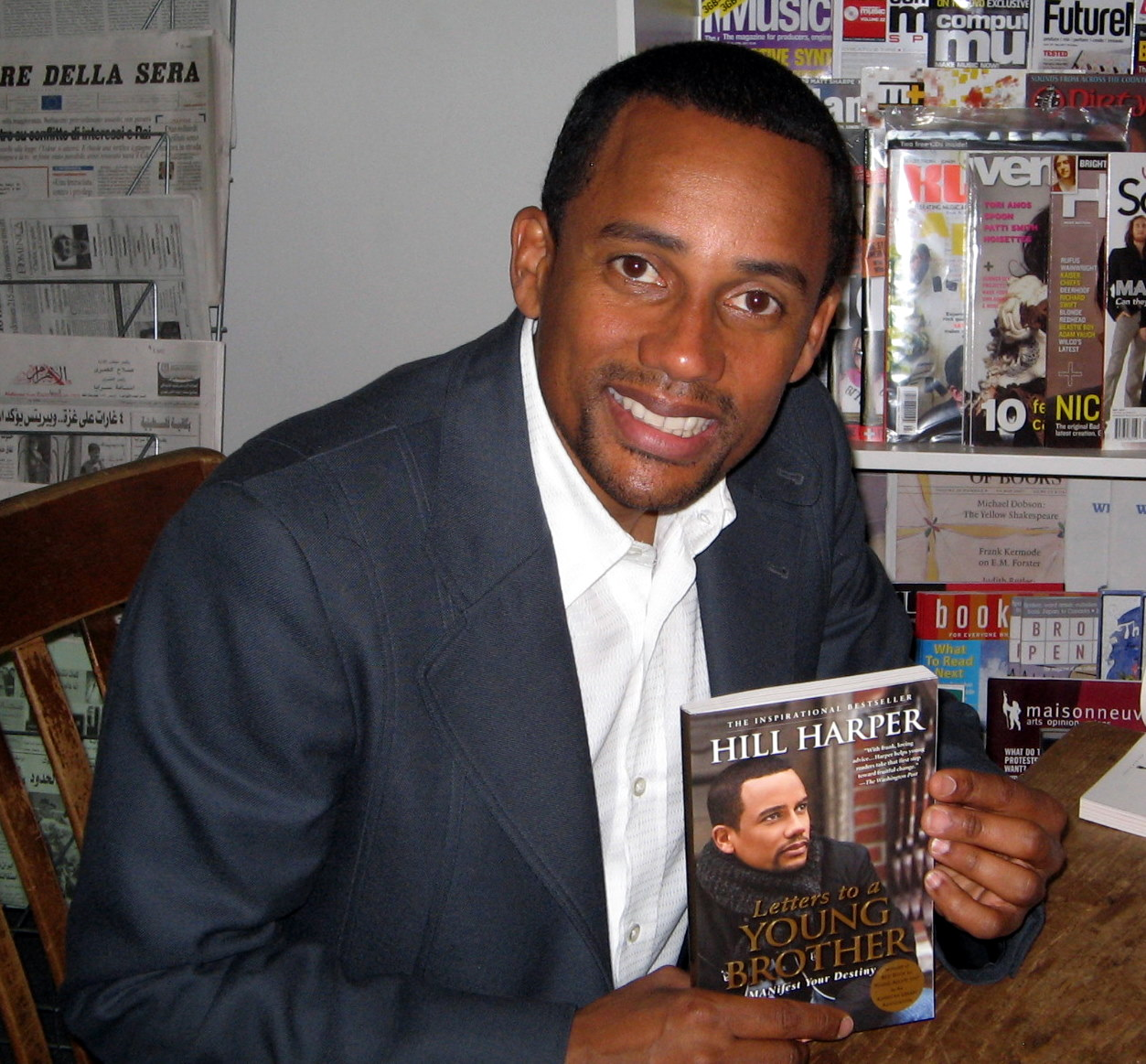
Hill Harper joue Donald Watkins
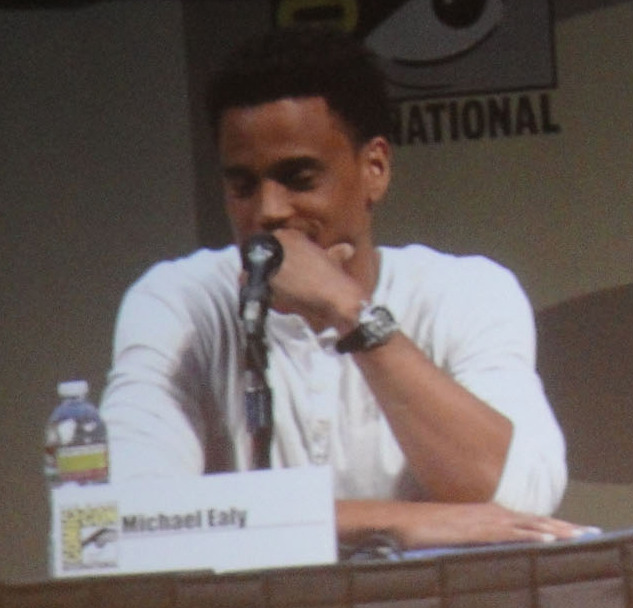
Michael Ealy joue Beau Willie Brown